# Unwritten (chanson)
Ne doit pas être confondu avec Unwritten (album).
Unwritten est une chanson de la chanteuse anglaise Natasha Bedingfield pour son premier album studio du même nom. Elle est sortie le 29 novembre 2004 en tant que troisième single de l'album.
La chanson est écrite par Bedingfield, Danielle Brisebois et Wayne Rodrigues et produite par cesd deux derniers. Elle atteint la cinquième place du Billboard Hot 100, devenant ainsi son premier hit dans le top 10 aux États-Unis.
À la radio américaine, Unwritten est l'une des chansons les plus jouées en 2006, et le single est certifié platine aux États-Unis. De plus, il est accueilli avec enthousiasme par la critique, ceux-ci louant la composition et les paroles positives. Lors de la 49e cérémonie des Grammy Awards, Natasha Bedingfield est nommée avec Unwritten pour le prix de la meilleure chanteuse pop.

## Contexte et composition
La chanson est enregistrée à Venice Beach, en Californie.

## Clips vidéo
Deux clips vidéo différents sont réalisés pour la chanson : l'un a été tourné en 2004 au Royaume-Uni pour une sortie internationale ; l'autre a été tourné à New York en 2005 pour une sortie en Amérique du Nord.

## Accueil

### Réception critique
Les critiques de « Unwritten » étaient généralement positives, notamment en ce qui concerne les paroles et la production. Pour Allmusic, Johnny Loftus qualifie la chanson de « titre pétillant et positif ». Pour BBC Music, David Hooper commente : « Une guitare acoustique de type Trumpton imprègne le titre merveilleusement positif « Unwritten », avec de fabuleuses harmonies et un chœur gospel ». Le critique MusicOMH, David Welsh, écrit que la chanson montre que Bedingfield a « un talent étrange pour les refrains accrocheurs ». Adrien Begrand de PopMatters salue la chanson comme « carrément joyeuse, portée par une guitare acoustique cadencée et un refrain chanté ».
En 2020, Rolling Stone classe « Unwritten » au 13e rang sur 20 « chansons de fin d'études » depuis les années 1990 pour avoir « un refrain gospel inspirant sur le potentiel de ce qui reste à venir ».

### Performance commerciale

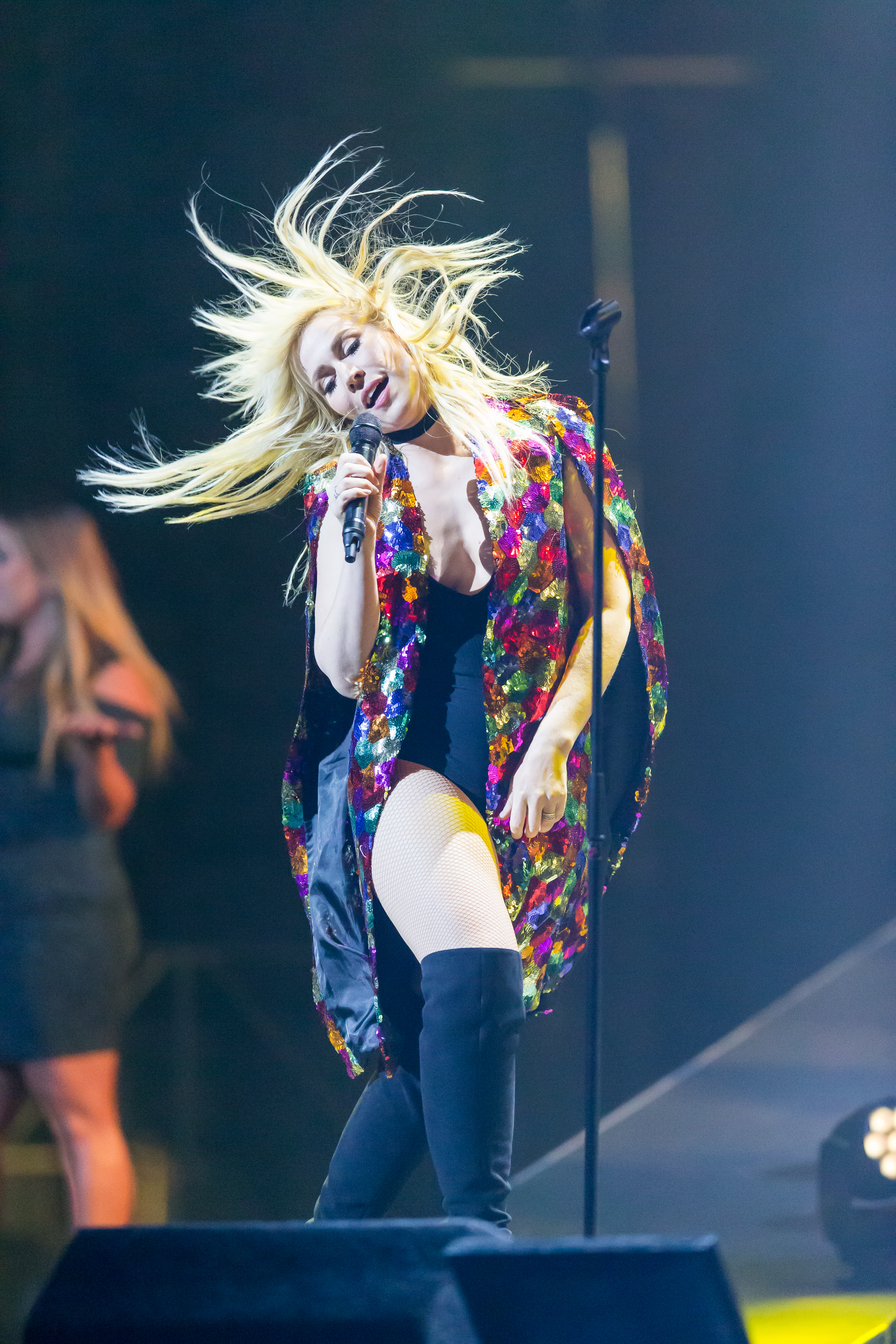
Natasha Bedingfield interprète Unwritten.

Unwritten atteint la cinquième place pendant deux semaines dans le Hot 100 et reste dans le classement pendant 38 semaines, dont treize dans le top dix. La chanson apparaît à la sixième place du classement Billboard de fin d'année 2006. Il s'agit du troisième meilleur classement pour une artiste féminine en 2006, derrière Hips Don't Lie de Shakira et Wyclef Jean, et Promiscuous de Nelly Furtado et Timbaland.
La chanson s'est également avérée très populaire dans d'autres formats radio aux États-Unis. Les mixes de Johnny Vicious et Hani Club ont atteint la première place du Dance Club Play et la deuxième place du classement Dance Radio Airplay, tandis que la version originale s'est classée deuxième du Adult Top 40 et a passé dix semaines à la première place du classement Adult Contemporary.
Nielsen Media Research classe Unwritten comme la deuxième chanson la plus diffusée sur les stations de radio américaines en 2006.
Les ventes estimées aux États-Unis pour Unwritten sont de 2 731 000 exemplaires en juin 2011.

## Postérité
C'est la chanson thème de la série populaire MTV, Laguna Beach: The Hills. Natasha Bedingfield a ensuite réenregistré une autre version plus lente de Unwritten pour l'utiliser dans l'épisode final de The Hills . Une version remixée de 2019 apparaît comme chanson thème de la série The Hills: New Beginnings.
On peut entendre Unwritten dans les longs métrages suivants : Tout sauf toi, Princesse on Ice, À la recherche de l'homme parfait et Quatre Filles et un jean. La chanson est également entendue lors du premier épisode de la série Ugly Betty.
La chanson a connu un regain de popularité après son inclusion dans le film Tout sauf toi  fin 2023 ; elle a ensuite été utilisée pour la bande sonore d'un certain nombre de vidéos TikTok,.

## Crédits
- Natasha Bedingfield – chant principal et chœurs, arrangements vocaux
- Wayne Rodrigues – producteur, ingénieur, batterie, claviers, platines, arrangements vocaux
- Danielle Brisebois – productrice, chœurs, arrangements vocaux
- Nick Lashley – guitares
- Kenneth Crouch – Orgue
- Nikola Bedingfield – chœurs
- Jessi Collins – chœurs
- Ryan Collins – chœurs
- Ryan Freeland – ingénieur
- Stent Mark « Spike » – ingénieur du son
- David Treahearn – assistant mixage
- Rob Haggett – assistant mixage

## Liens
- Ressources relatives à la musique :   - Discogs
  - MusicBrainz (œuvres)
  - MusicBrainz (groupes de sorties)